# Quiina magallano-gomesii
Quiina magallano-gomesii är en tvåhjärtbladig växtart som beskrevs av Schwacke. Quiina magallano-gomesii ingår i släktet Quiina och familjen Ochnaceae. Inga underarter finns listade i Catalogue of Life.